# Marion B. Folsom
Pour les articles homonymes, voir Folsom.
Marion Bayard Folsom, né le 23 novembre 1893 à McRae (Géorgie) et mort le 27 septembre 1976 à Rochester (New York), est un homme politique américain. Membre du Parti républicain, il est secrétaire à la Santé, à l'Éducation et aux Services sociaux entre 1955 et 1958 dans l'administration du président Dwight D. Eisenhower.

## Source
- (en) Cet article est partiellement ou en totalité issu de l’article de Wikipédia en anglais intitulé « Marion B. Folsom » (voir la liste des auteurs).